# Broussonetia zeylanica
Broussonetia zeylanica är en mullbärsväxtart som först beskrevs av Thw., och fick sitt nu gällande namn av Edred John Henry Corner. Broussonetia zeylanica ingår i släktet Broussonetia och familjen mullbärsväxter. Inga underarter finns listade i Catalogue of Life.